# トラウマコード
『トラウマコード』（韓：중증외상센터、英語：The Trauma Code: Heroes on Call）は、韓国の医療ドラマ。2019年にNaver Webtoonで連載されたHansanleegaとHong bichiraによるウェブ小説『重症外傷センター：ゴールデンアワー』を原作としている。経営難の大学病院に配属された優秀な外傷外科医ペク・ガンヒョクの活躍を描いている。2025年1月24日にNetflixで配信開始された。

## キャスト
ペク・ガンヒョク
演 - チュ・ジフン、日本語吹替 - 杉田智和
韓国大学病院（重傷外傷センター）の部長となった、天才外傷外科医であり元傭兵の戦闘衛生兵。
ヤン・ジェウォン
演 - チュ・ヨンウ、日本語吹替 - 佐藤拓也
肛門外科のフェロー。後にガンヒョクの一番弟子となる。
チョン・ジャンミ
演 - ハヨン、日本語吹替 - 世戸さおり
韓国大学病院外傷科で5年間の経験を持つ看護師。
ハン・ユリム
演 - ユン・ギョンホ、日本語吹替 - 西村太佑
韓国大学病院肛門外科教授で外科部長。
パク・ギョンウォン
演 - チョン・ジェガン、日本語吹替 - 小林親弘
麻酔科のレジデント。

### リカーリング
チェ・ジョウン
演 - キム・ウィソン、日本語吹替 - 玉井勇輝
韓国大学病院院長。
ホン・ジェフン
演 - キム・ウォネ、日本語吹替 - 青山穣
韓国大学病院企画調整部長。
カン・ミョンヒ
演 - キム・ソニョン、日本語吹替 - 園崎未恵
保健福祉部長官。
アン・ジュンホン
演 - ホン・ウジン、日本語吹替 - 三好翼
中央救助団チーム長。
ファン・ソヌ
演 - キム・チュンギル、日本語吹替 - いとうさとる
韓国大学病院麻酔科医。
チュ・ヒョンウク
演 - イ・ジョンイン、日本語吹替 - 岩中睦樹
韓国大学病院医師。病院一の情報通で、ジェウォンの友人。
キム・ソンユン
演 - チャン・ソンユン、日本語吹替 - 櫻庭有紗
韓国大学病院重症外傷チーム看護師。
ホン看護師
演 - キム・ユンジョン、日本語吹替 - 木村香央里
 : 韓国大学病院重症外傷チーム看護師。
アグネス
演 - パク・イェニ、日本語吹替 - 宮沢かな緒
韓国大学病院重症外傷チームの新米看護師。
チョン・ジョンス
演 - ユン・デヨル、日本語吹替 - 相馬康一
韓国大学病院整形外科教授。
シム・ジェミン
演 - ユン・ソンウォン、日本語吹替 - 志村知幸
韓国大学病院心臓内科教授。

### ゲスト出演
ソ・ドンジュ
演 - キム・ジェウォン、日本語吹替 -
南スーダンに派遣されていた軍医。